# Edwin Wedge
Edwin Wedge (* 28. Januar 1911 in Trimountain; † 26. Dezember 1994 in Stockholm, Schweden) war ein US-amerikanischer Eisschnellläufer.
Wedge nahm an den US-amerikanischen Meisterschaften 1929, 1931 und 1935 teil. Seine beste Platzierung dabei war der vierte Platz. In der Saison 1931/32 lief er bei den Olympischen Winterspielen 1932 in Lake Placid auf den vierten Platz über 10.000 m und bei der Mehrkampf-Weltmeisterschaft 1932 in Lake Placid auf den zehnten Rang. Im folgenden Jahr nahm er an der Mehrkampf-Weltmeisterschaft in Oslo teil, beendete den Wettbewerb aber vorzeitig.

## Persönliche Bestleistungen
| Disziplin | Zeit        | Datum            | Ort  |
| --------- | ----------- | ---------------- | ---- |
| 500 m     | 46,0 s      | 12. Februar 1933 | Oslo |
| 1500 m    | 2:29,9 min  | 11. Februar 1933 | Oslo |
| 5000 m    | 8:51,5 min  | 12. Februar 1933 | Oslo |
| 10.000 m  | 18:08,7 min | 12. Februar 1933 | Oslo |